# Catépan

Carte de la structure administrative byzantine en 1025. Les commandements régionaux orientaux (duchés ou catépans) sont indiqués. L'Italie du Sud est sous l'autorité d'un catépan unique et les thèmes de Bulgarie, Serbie et du Paristrion sont souvent sous l'autorité un seul catépan.

Le katepánō ou catépan (en grec : κατεπάνω, littéralement « celui qui est situé au sommet ») est une fonction et un rang militaire important dans la hiérarchie byzantine. Le terme a été latinisé pour donner le mot de capetanus/catepan et sa signification pourrait avoir été associée à celle du mot italien capitaneus (qui vient du mot latin caput ou « tête dirigeante »). Ce terme hybride a donné naissance au mot français « capitaine » et à son équivalent dans les autres langues (Captain, Capitan, El Capitan, Il Capitano...).

## Histoire
Le catépan apparaît pour la première fois au IXe siècle quand il est utilisé dans le sens générique de « celui qui est chargé de » pour deux dignitaires : le chef des basilikoi anthrōpoi (« les Impériaux »), une classe de fonctionnaires de rang peu élevé de la cour impériale ; et le chef du détachement des Mardaïtes dans le thème maritime byzantin des Cibyrrhéotes dans le Sud de l'Asie Mineure. En raison des conquêtes orientales de l'Empire au cours des années 960, le titre de catépan en vient à acquérir une signification plus précise.
Les régions frontalières nouvellement acquises sont divisées en plus petits thèmes et regroupés pour former des commandements régionaux importants, dirigés par un doux (duc) ou un catépan. C'est ainsi qu'apparaissent les duchés ou catépanats (territoire dirigé par un catépan) d'Antioche (qui couvre la frontière sud-est de l'Empire au nord de la Syrie), de Mésopotamie à l'est autour de l'Euphrate et de Chaldée au nord-est. Lors du règne de l'empereur Basile II, la frontière orientale est encore repoussée et le catépanat d'Ibérie est fondé en 1022. Occasionnellement, des « grands catépans » pouvaient être désignés pour diriger une zone de guerre dans son ensemble.
À l'ouest, le catépanat le plus connu est celui situé dans le Sud de l'Italie. Il est attesté dans le Taktikon de l'Escorial, une liste de dignités compilée aux alentours des années 971-975. Au XIIe siècle, un catépanat est également attesté dans la partie continentale du royaume de Sicile ; selon le chroniqueur Hugues Falcand, le noble Gilbert de Gravina fut nommé en 1166 par la reine Marguerite, catépan d'Apulie et Terre de Labour.
Après la victoire des Byzantins dans les guerres byzantino-bulgares qui aboutit à la conquête du Premier Empire bulgare (1018), un catépan de Bulgarie est aussi mentionné. Enfin, il aurait existé un catépanat de Serbie, connu sous le nom de « catépanat de Ras ». 
À la suite des pertes territoriales catastrophiques du troisième quart du XIe siècle, la fonction de catépan disparaît peu à peu dans sa signification de commandant militaire global mais elle perdure à un niveau plus local. Sous les Comnènes et les Paléologues, le terme de katepanikion désigne ainsi une région administrative de petite dimension, en Asie Mineure (y compris dans l'empire de Trébizonde) et en Europe.
Ces nouvelles entités sont les subdivisions des anciens thèmes et consistent souvent en une capitale fortifiée (le kastron) et à ses environs. Sous l'ère Paléologue, le katepanikion est gouverné par un képhale (en grec : κεφαλή, « tête ») qui y détient l'autorité civile et militaire. Comme de nombreuses autres institutions byzantines, le katepanikion en tant que subdivision administrative est aussi adoptée dans le Deuxième Empire bulgare.